# Cal Tena
Cal Tena és una masia de finals de s. XVII, ampliada al s. XVIII al terme municipal de Castell de l'Areny (Berguedà) inclosa en l'Inventari del Patrimoni Arquitectònic de Catalunya. Cal Tena centra un petit veïnat al sud-est del castell de l'Areny, prop del conegut el Pla del Monjo i de la capella del s. XVIII advocada a Sant Ramon. Malgrat pertànyer a castell de l'Areny la seva proximitat a Vilada, la relaciona directament amb aquest darrer municipi.
Masia de planta estructurada en planta baixa i dos pisos superiors cobert a dues aigües amb els dos vessants irregulars i el carener perpendicular a la façana, orientat a ponent i fet amb teula àrab. El parament és de pedres de grans dimensions irregulars unides amb morter. Les obertures són allindanades, petites i distribuïdes de forma aleatòria a la façana. Destaquem un cos annex a la zona central de la façana principal on hi ha balcons a cada pis, l'últim, de barana balustrada.